# Се Бинсинь
Се Ваньи́н (кит. трад. 謝婉瑩, упр. 谢婉莹, пиньинь Xiè Wǎnyíng, 5 октября 1900 — 28 февраля 1999), более известная под псевдонимом Бинси́нь (кит. 冰心, пиньинь Bīngxīn, буквально: «ледяное сердце») — китайская писательница и поэтесса.

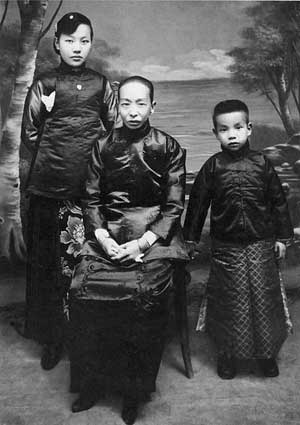
Се Бинсинь со своей матерью и младшим братом

## Биография
Родилась 5 октября 1900 года на территории современного района Гулоу городского округа Фучжоу провинции Фуцзянь, где в те времена размещались власти Фучжоуской управы. В то время отец Се Бинсинь был офицером военно-морского флота Цинской империи, и в 1901 году в связи с его служебными делами семья будущей писательницы переехала в Шанхай. В 1904 году они переехали в город Яньтай, куда отец Се Бинсинь получил назначение на должность директора военно-морского училища. Яньтай расположен на живописном побережье Жёлтого моря, где и прошло раннее детство писательницы. Морские пейзажи оставили глубокое впечатление в душе маленькой Се Бинсинь. Впоследствии они часто возникали в её произведениях.
Огромное влияние на становление личности Бинсинь оказали её родители. Отец писательницы прекрасно разбирался в китайской классической литературе, а также любил книги западных авторов. Вместе с ним Бинсинь посещала заседания литературного клуба, членом которого он состоял. Мать девочки также имела хорошее образование и с малых лет прививала ей любовь к искусству. В их доме была обширная библиотека. Уже в возрасте семи лет Бинсинь познакомилась с такими шедеврами китайской литературы как роман «Троецарствие», «Речные заводи». Кроме того, она читала произведения крупнейших западных авторов в переводе и обработке Линь Шу (林紓, 1857—1927): «Лавка древностей», «Посмертные записки Пиквикского клуба», «Жизнь Дэвида Копперфильда, рассказанная им самим» Ч.Диккенса, «Дама с камелиями» А. Дюма и др.. Талант Се Бинсинь проявился очень рано: еще в детстве она пробовала сочинять первые стихи. Семья, в которой выросла будущая писательница, отличалась не только эрудированностью и утончённым вкусом в литературе, но и особой атмосферой любви. Позднее Бинсинь станет воспевать в своих произведениях детство как счастливейшую пору жизни. Возвышенный образ матери является одним из центральных образов в творчестве писательницы.
В 1911 году семья Бинсинь вернулась в Фучжоу. Там она поступила в подготовительный класс Фучжоуского педагогического колледжа для девочек. В 1913 году, снова в связи со служебными делами отца, семье пришлось переехать в Пекин. С 1914 года Бинсинь училась в школе для девочек при Академии Бриджмана, которая находилась под эгидой американских миссионеров-конгрегационалистов. В 1919 году она поступила в женский объединенный колледж, впоследствии вошедший в состав Яньцзинского университета. Свое обучение там она начала как студентка медицинского факультета. Мать Бинсинь отличалась слабым здоровьем и часто болела. По этой причине с детства у будущей писательницы возникло желание изучать западную медицину и стать врачом.
Первые годы ее учёбы в университете пришлись на начало и разгар движения «4 мая». В числе студентов, 4 мая 1919 года вышедших на площадь Тяньаньмэнь в Пекине и положивших своей демонстрацией начало движению, впоследствии охватившему всю страну, ее не было. По воспоминаниям самой Се Бинсинь, этот день она провела в больнице со своим младшим братом, которому делали операцию. Однако будущая писательница, симпатизировавшая распространившимся в обществе новым идеям, приняла активное участие в последующих мероприятиях по бойкоту японских товаров, пропаганде и агитации среди населения Пекина. Се Бинсинь внесла большой вклад в создание нового литературного языка, основанного на простонародном языке байхуа. Ее первые статьи, написанные этим языком, были опубликованы в пекинской газете «Чэньбао» (晨报). В 1919 году в печать вышел и ее первый художественный рассказ — «Две семьи». По признанию самой Се Бинсинь, она долго колебалась, прежде чем отправить свои работы в редакцию, и не решилась подписать их своим настоящим именем. Так появился ее псевдоним — Бинсинь, значение которого трактуется исследователями по-разному. Л. Е. Черкасский переводит его как «ледяное сердце» и считает, что писательница намеренно иронизировала, избирая псевдоним, не соответствующий своему характеру. Однако, по мнению Н. В. Захаровой, этот псевдоним скорее означает «чистая сердцем». По словам самой Бинсинь, именно события движения «мая» побудили ее оставить медицину и заняться литературой.
В 1921 году Бинсинь вступила в «Общество изучения литературы» — организацию, основанную в Пекине такими выдающимися литераторами как Чжэн Чжэнь-до и Мао Дунь. «Общество…», провозгласившее своей главной творческой установкой лозунг «литература для жизни», считается объединением писателей реалистического направления.
За написание своих первых произведений Бинсинь получила грант на обучение в Колледже Уэллсли в США, куда она отправилась в 1923 году после окончания Яньцзинского университета. Там писательница изучала английский язык и литературу. В качестве темы своего диссертационного исследования Бинсинь выбрала творчество выдающейся китайской поэтессы эпохи Сун - Ли Цинчжао. Она перевела на английский язык стихотворения Ли Цинчжао из сборника «Граненая яшма». Находясь в Америке, она тесно общалась с семьей своей преподавательницы английского языка из Яньцзинского университета Грейс Бойнтон, с которой впоследствии ее связывала многолетняя дружба. В США, Бинсинь начала писать рассказы для детей, составившие сборник под названием «Письма юному читателю» . Сюжеты этих произведений Бинсинь брала как из личного опыта жизни за границей, так и из рассказов других людей. Также к этому периоду относятся рассказы «Прозрение», «После разлуки» и др.
Окончив Колледж и получив степень магистра, в 1926 году писательница вернулась на родину. Вскоре после возвращения ей предложили читать курс классической китайской литературы в Яньцзинском университете, в университете Цинхуа, а также Пекинском Женском колледже Вэньли.

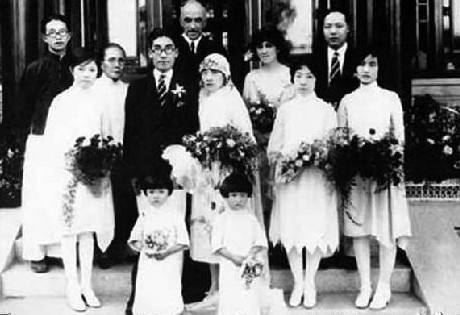
Свадьба Се Бинсинь

В 1929 году Бинсинь вышла замуж за У Вэньцзао (吳文藻 1901—1985), с которым познакомилась ещё в Америке. У Вэньцзао получил степень доктора социологических наук в Колумбийском университете и впоследствии занял место декана социологического факультета Яньцзиньского университета. Он является крупнейшим исследователем, с именем которого связывается зарождение в Китае таких наук, как антропология, этнология, этнография. У пары родилось трое детей.
В этот период Бинсинь создала такие произведения как «Гостиная нашей госпожи», «Девушка Дунъэр», «Разделили».
В 1938 году, после начала войны с Японией, Бинсинь была эвакуирована в город Куньмин. Связанные с переездом материальные трудности, повлияли на творческую активность писательницы: число произведений, написанных в этот период, значительно уменьшилось.
В 1940 году Бинсинь переехала в город Чунцин. Здесь литературная деятельность писательницы возобновилась. Она написала цикл эссе «О женщинах», который впоследствии переиздавался несколько раз. Кроме того, Бинсинь участвовала в издании женского журнала, стала членом Всекитайской ассоциации отпора врагу.
В 1946 году вместе с мужем, получившим назначение на работу в посольство, Бинсинь переехала в Японию. Там она читала курс по современной китайской литературе в Токийском университете. 
На родину Бинсинь вернулась уже после установления Китайской Народной Республики, в 1951 году. Писательница принимала активное участие в общественной жизни страны: она стала членом национального комитета ВАРЛИ, членом Правления Союза китайских писателей и членом Исполкома Ассоциации по культурным связям КНР с зарубежными странами. Несмотря на высокое общественное положение, Бинсинь сразу же почувствовала на себе «особенности» нового режима. Писательница страдала из-за своего буржуазного происхождения. Ей в упрёк ставились её ранние произведения, в которых, по словам критиков, «отсутствовал классовый подход».
В 50-е — начале 60-х гг. Бинсинь совершила множество путешествий за рубеж. В 1952 году она посетила Индию, Италию, Швейцарию, Англию, Японию. Бинсинь участвовала в Международных конференциях писателей стран Азии и Африки, которые проходили в Ташкенте в 1958 году и в Каире в 1962. В 1958 году, после посещения из Узбекистана, писательница побывала и в нашей стране. Это был её второй визит в Советский Союз. Первый раз она посетила СССР в 1936 году, возвращаясь из США, где вместе с мужем присутствовала на праздновании юбилея Гарвардского университета. Бинсинь всегда интересовалась жизнью советских людей, знакомилась с материалами об СССР, публикуемых в китайских газетах. В 1953 году, вдохновлённая статьёй о москвичах, она написала эссе под названием «Московская сирень и пекинская хризантема». В 1958 году Бинсинь присутствовала на параде в честь 41-й годовщины Октябрьской революции и на торжественном заседании в Большом театре. Также она посетила музей «Горки Ленинские». Впечатления от этой поездки Бинсинь выразила в эссе «Дети с берегов Москва-реки», а также «Туалетный столик превращается в письменный стол». Первое из них было вдохновлено встречей с московскими школьниками, а второе - посещением музея, где Бинсинь имела возможность увидеть стол, за которым некогда работал В. И. Ленин.
В 60-е годы Бинсинь занималась литературной критикой. Зачастую для рассмотрения она выбирала работы начинающих писателей. В своих критических статьях Бинсинь давала оценку не только содержанию произведений, но и их художественным особенностям.
Сведений о жизни писательницы во время «культурной революции» сохранилось мало. Подобно многим другим представителям интеллигенции, Бинсинь подверглась притеснениям. Она была объявлена «реакционной писательницей» и отправлена в «школу кадров 7 мая», находящуюся в провинции Хубэй. В этот период она предпочла оставить писательскую деятельность, однако не пожелала предать свои художественные идеалы и принципы, не стала выступать с самокритикой и отрекаться от своих произведений. Когда в начале 70-х годов началась реабилитация многих деятелей культуры, Бинсинь была в числе первых оправданных.
После реабилитации Бинсинь получила возможность вновь обратиться к литературному творчеству. Она писала очерки для журнала «Народная литература». Ее рассказ «Пустое гнездо» был признан лучшим произведением 1981 года. В этом произведении, повествующем об испытаниях, выпавших на долю старого интеллигента в годы «культурной революции», Бинсинь размышляет и о том, что ей самой пришлось пережить в этот трагический для китайского общества период.
Бинсинь продолжала писательскую и общественную деятельность до конца своих дней. Она умерла 28 февраля 1999 года в Главной больнице Пекина.

## Творчество
Рассказы, созданные Бинсинь до 1923 года, вошли в состав сборника «Сверхчеловек», который получил название по заглавию одного из рассказов. Впоследствии за этими произведениями, освещавшими социальную проблематику, в исследовательской литературе закрепился термин «проблемные рассказы» (问题小说). Этот термин, как правило, применяется именно к творчеству Бинсинь.
Ранние работы Бинсинь проникнуты так называемой «философией любви» (爱的哲学), в которой звучат христианские мотивы. Бинсинь считала, что в целом любовь и, в особенности, любовь материнская — это путь спасения от множества социальных проблем. Многие современники, а также исследователи критиковали писательницу за такой подход. К примеру Мао Дунь, с которым писательница была дружна, говорил, что «реальность» у Бинсинь идеализируется и что человек с «голодным желудком» не сможет найти успокоения в ее работах. Та «реальность», от которой Бинсинь хочет убежать — это «жизненный вакуум», и ее метод побега — это как «прятаться от дождя» под «плащом материнской любви». Некоторые исследователи называли ее исключительно «женской» писательницей, тематика произведений которой не выходит за рамки семейной и школьной жизни. Они указывали на отсутствие в ее творчестве глубоко социального контекста, отмечали оттенок декадентства, мистицизм и субъективизм, свойственные ее произведениям.
Несмотря на критику, проблемные рассказы Бинсинь стали очень популярны среди читателей и принесли ей большую известность. Сама же она восхищалась творениями своих современников, а свои произведения называла лишь «маленькими невзрачными цветочками», себя же «продавщицей старых цветов». Такие признанные мастера как Ху Ши и Ба Цзинь превозносили утонченность литературного языка Бинсинь. Мао Дунь в свою очередь отдавал должное ее писательскому таланту: «Большое счастье — произведения Бинсинь. Она постоянно ищет и исследует, что такое жизнь».
В 1923 году вышли в свет два сборника поэзии Бинсинь — «Звёзды» "繁星) и «Вешние воды» («春水»). Бинсинь считается основательницей нового поэтического жанра — сяоши (小诗), который представляет собой своеобразный синтез китайской стихотворной традиции и японских стихотворных форм танка и хокку. По свидетельству, самой Бинсинь, её сяоши родились во многом под влиянием стихов великого индийского поэта Р.Тагора. В них она запечатлела свои сиюминутные ощущения, мысли о природе, детстве, материнстве, человеческой участи, роли поэта в обществе. Практически сразу после своего появления сяоши стали очень популярны среди поэтов. Многие их писали, но многие же и критиковали. Один из китайских исследователей сяоши заявлял, что их «пишут только поэты, которым не хватает творческой мощи». Возможно, под влиянием подобной критики Бинсинь вскоре отошла от этого жанра.
Бинсинь внесла большой вклад в развитие детской литературы. Во многих исследованиях она позиционируется именно как детская писательница. По возвращении на Родину немало времени Бинсинь стала уделять личным встречам с детьми: ездила в школы и принимала детей у себя. По-видимому, под впечатлением от общения с ними, была написана повесть «Дневник летних каникул Таоци» («陶奇的暑期日记») о жизни непоседливой и любознательной школьницы. Одним из самых известных произведений Се Бинсинь, написанных для детей, по сей день является «Маленький апельсиновый фонарик» («小桔灯»).
Бинсинь также занималась активной переводческой деятельностью. Ей принадлежит перевод поэтического сборника индийского поэта и писателя Р.Тагора «Гитанджали», его романа «Маланча», а также некоторых рассказов; перевод книги «Пророк» ливанско-американского поэта и писателя Джебрана; «Индийских сказок» индийского писателя Мулк Рандж Ананда; поэзии короля Непала; сборника стихотворений «Фонарщик» («Lamplighter») президента Мальты Антона Буттиджича.

## Произведения
- «Две семьи» («两个家庭»), 1919
- «Только этот человек страдает» (приблизит. перевод) («斯人独憔悴»), 1919
- «Покидая родину» (приблизит. перевод) («去国»), 1919
- «Последняя передышка» (приблизит. перевод) («最后的安息»)
- «Первый званный обед» (приблизит. перевод) («第一次宴会»)
- «Сверхчеловек» («超人»), 1921
- «Одиночество» («寂寞»), 1922
- «Звезды» («繁星»), 1923
- «Вешние воды» («春水») , 1923
- «Прозрение» («悟»), 1924
- «После расставания» («别后»), 1924
- «Былое» («往事»), 1923—1924
- «Письма юным читателям» («寄小读者»), 1926
- «Разделили» («分»), 1931
- «Гостиная нашей госпожи» («我们太太的客厅»), 1933
- «Девушка Дунъэр»(«冬儿姑娘»), 1933
- «Фотография» («相片»), 1934
- Цикл рассказов «О женщинах» («关于女人»), 1943
- «Дневник летних каникул Таоци» («陶奇的暑期日记»), 1956
- Сборник прозы «После возвращения» («归来以后»), 1958
- Сборник прозы «Мы разбудили весну» (我们把春天吵醒了), 1960
- Сборник «Маленький апельсиновый фонарик» («小桔灯»), 1960
- Сборник «Хвала вишневым цветам» («樱花赞»), 1962
- «Пустое гнездо» («空巢»), 1980

## На русском языке
- Се Бинсинь. Стихи в кн.: Дождливая аллея. Китайская лирика 20-30-х гг. М., 1969.